# Quadricalcarifera poecilochroa
Quadricalcarifera poecilochroa är en fjärilsart som beskrevs av Sergius G. Kiriakoff 1967. Quadricalcarifera poecilochroa ingår i släktet Quadricalcarifera och familjen tandspinnare. Inga underarter finns listade.